# بلکال، کوئینزلند
بلکال (به انگلیسی: Blackall) یک شهرک در استرالیا است که در Blackall-Tambo Region واقع شده‌است.